# Ямщики на подставе
«Ямщики́ на подста́ве, или И́грище невзнача́й» ― одноактная комическая опера Евстигнея Фомина на либретто Н. А. Львова, написанная в 1787 году.

## История

### История создания и постановок
Сведения о постановках «Ямщиков…» весьма скупы и часто недостаточно точны, не сохранилось никаких отзывов или воспоминаний современников, позволяющих судить о том, как была принята опера театральной аудиторией. Первое литературное упоминание об опере появилось спустя более полувека — у А. А. Шаховского, а затем у А. Н. Серова.
Безусловно, история возникновения оперы связана с работой Н. А. Львова и И. Г. Прача над «Собранием русских песен», опубликованному в 1790 году. Музыкальный материал оригинальных русских народных песен был использован в опере: так полностью идентичны напевы двух протяжных песен в опере и сборнике 1790 года. Следовательно, либо Львов передал Фомину некоторые напевы, заготовленные для сборника, либо Фомин, наряду с другими музыкантами, поставлял Львову песенные записи, впоследствии вошедшие в сборник.
«Ямщики на подставе» стали первым опытом Львова в области оперной либреттистики. Судя по всему, Львов вообще не предназначал свои пьесы для публичной сцены, рассчитывая на любительское их исполнение в интимном дружеском кругу, и не предавал этой стороне своей деятельности особенно серьёзного значения. «Ямщики…», видимо, не представляли собой исключения в этом плане. Весьма сомнительной представляется указываемая в некоторых литературных источниках дата её первого исполнения — 2 января 1787 года в Петербурге. На рукописной копии либретто обозначена более поздняя дата — 8 ноября 1787 года, которую А. Н. Глумов считает днём петербургской премьеры оперы. В пользу предположения о том, что опера шла на столичной сцене, говорит, казалось бы, и имеющийся в том же списке либретто перечень исполнителей, среди которых встречаются выдающиеся русские актёры конца XVIII века. Но неизвестно, была ли опера действительно исполнена в таком составе или это только предварительная намётка, сделанная Львовым. Кроме того, артисты казённой сцены могли быть привлечены и для участия в домашнем спектакле. По некоторым сведениям, петербургская премьера всё же имела место быть и завершилась провалом.
Достоверным можно считать только факт исполнения «Ямщиков…» в Тамбове в 1788 году — в театре, созданном Г. Р. Державиным. Вполне вероятно, что Державин мог обратиться ко Львову, с которым он был связан тесными дружескими и родственными отношениями, за помощью в молодом театральном деле. В литературе также имеются указания, хотя и не подтверждённые документально, на то, что Фомин служил под начальством Державина.
Литературовед Л. И. Кулакова писала, характеризуя либретто «Ямщиков…»: «Написанная по случаю путешествия Екатерины II (о встрече „матушки“ речь идёт на протяжении всей пьесы), опера, в отличие от многих произведений из „народной“ жизни, затрагивает не совсем безобидный вопрос о несправедливой сдаче ямщика в рекруты, разрешаемый по условиям жанра, совершенно благополучно». Здесь имеется в виду знаменитая поездка Екатерины II по южным областям Российской империи, длившаяся более шести месяцев, с начала января по июль 1787 года. Повсюду на пути следования императрицы встречи её обставлялись с необычайной пышностью и блеском, использовались все средства для того, чтобы создать видимость благополучия и процветания. Весьма вероятно, что опера Фомина была написана в расчёте на возможное посещение Тамбова Екатериной. Сюжет был вполне подходящим для такого случая. Однако Тамбов остался в стороне от маршрута путешествия императрицы, и, судя по дате, указанной на печатном либретто, опера была поставлена здесь лишь год спустя.
Рукописная партитура оперы хранится в Центральной нотной библиотеке Мариинского театра. Печатное либретто оперы было издано в Тамбове в 1788 году. Рукописная копия либретто с некоторыми дополнительными пометками хранится в Отделе рукописей Российской национальной библиотеки.

### Возрождение оперы в XX—XXI вв.
А. С. Рабинович был первым из исследователей, проявившим должное внимание к «Ямщикам на подставе» как к одному из наиболее интересных и своеобразных произведений русской музыки XVIII века. Два отрывка из оперы были опубликованы в первом томе хрестоматии «История русской музыки в нотных образцах» под редакцией С. Л. Гинзбурга в 1940 году.
В 1947 году в Москве состоялось концертное исполнение этой оперы в редакции Б. В. Доброхотова, организованное Государственным Центральным музеем музыкальной культуры имени М. И. Глинки. В 1982 фирмой «Мелодия» была выпущена запись музыкальных номеров оперы (Ленинградская государственная академическая капелла им. Глинки, Оркестр Оперной студии Ленинградской государственной консерватории им. Н. Римского-Корсакова, дирижёр В. А. Чернушенко).
31 января 2012 года в Малом зале Санкт-Петербургской филармонии состоялась премьера оперного спектакля «Игрище невзначай», поставленного Хоровым Театром Петербурга по мотивам опер Евстигнея Фомина (режиссёр — В. Ю. Богатырёв). Среди музыкального материала постановки — фрагменты оперы «Ямщики на подставе».
22 апреля 2017 года на Малой сцене Алтайского государственного театра музыкальной комедии состоялась премьера оперы «Ямщики на подставе», режиссёр — Константин Яковлев. В постановке задействован оркестр русских народных инструментов Алтайского государственного университета под управлением профессора Н. А. Корниенко.

## Действующие лица
| Партия                               | Голос     | Исполнитель на предполагаемой премьере в Петербурге 8 ноября 1787 |
| ------------------------------------ | --------- | ----------------------------------------------------------------- |
| Тимофей Бураков                      | тенор     | г-н Камушкин                                                      |
| Абрам, отец его, старик седой        | бас       | Антон Крутицкий                                                   |
| Фадеевна — жена Тимофея              | сопрано   | г-жа Быстреева                                                    |
| Янька, ямщик молодой [Тришка-заноза] | бас       | Яков Воробьёв                                                     |
| Вахруш, деревенский олух             | тенор     | г-н Суслов                                                        |
| Курьер                               | бас       | г-н Волков                                                        |
| Офицер на подставе                   | без пения | Василий Шарапов                                                   |
| Четыре ямщика                        | без пения |                                                                   |
| Бобыль, ямщик же                     | без пения | г-н Рахманов                                                      |
| Два разсыльщика                      | без пения | г-н Золин, г-н Савинов                                            |
| Два драгуна                          | без пения |                                                                   |
| Хор ямщиков                          |           |                                                                   |

Действие происходит на подставе подле большой дороги в долине в конце XVIII века.

## Сюжет
Старый ямщик Абрам собирает своему сыну Тимофею сбрую. Выходит прибывший Офицер и просит поторопиться — ему нужны хорошие лошади: двадцать пар, из них шесть под карету. Ямщики наперебой предлагают Офицеру свои услуги, но его выбор падает на самого молодого — Тришку-занозу, прозванного Янькой-бахвалом. Лошадей Офицеру поставляют Тимофей и Янька. С песнями расходятся ямщики; Офицер уходит отдохнуть в шалаш Абрама.
Тимофей остаётся один, тяжело у него на душе — ямщик опасается, что будет разлучён с молодой женой Фадеевной. Янька недоумевает — кто же может разлучить приятеля с женой, если их по всем правилам поп обвенчал? Тимофей опасается Фильки-пролаза, — холопа исправника. Он, злодей, может принести немало бед. Янька пытается всячески утешить друга. Входит встревоженная Фадеевна — пусть муж поскорей бежит, иначе его заберут в рекруты. Тимофей гордо отвергает предложение жены — скрываться он не станет. Янька сзывает ямщиков и велит им идти к Офицеру просить за Тимофея. Все рассказывают Офицеру, что Филька-пролаз, в прошлом году сбежавший от рекрутчины и нанявшийся холопом к исправнику, сейчас подстроил так, чтоб Тимофея взяли в солдаты.
Появляется пьяный Курьер, в руках у него плеть и бутылка. За ним следует подвыпивший ямщик Вахруш. Ямщики отказываются поставлять пьяному лошадей. В злобе Курьер замахивается на стоящего поблизости Тимофея. Янька валит Курьера на землю и отбирает у него плеть. Ямщики подтрунивают над Вахрушем, — вот каких седоков он возит.
Офицер решает наказать Курьера, отослав его в часть. Вызвав драгуна, он приказывает ему сопровождать пьяницу. Вбегает Фадеевна — за её мужем пришли рассыльные. Офицер успокаивает молодую женщину. Входят рассыльные и Филька. Янька и другие ямщики всячески издеваются над Пролазом и просят Офицера отменить неправое решение. К их просьбе присоединяется и Абрам. Старик уже двух сыновей отдал в рекруты, Тимофей у него последний, он только что женился. Офицер обещает наказать обманщика Фильку. Один из ямщиков дёргает Пролаза за пояс, из-за пазухи вываливаются шляпа, платки, часы: Филька-пролаз обобрал исправника. Офицер приказывает арестовать вора.
На радостях, что всё обошлось и злодей наказан, Фадеевна, Янька, Абрам и Тимофей поют весёлые песни, пляшут. Слышится топот коней, ямщики уходят встречать приехавших и готовить Офицеру лошадей к отъезду.

## Музыкальные номера
- Увертюра — некоторые исследователи приписывают ей элементы программности, находя в её музыке образы быстрой езды и стремительно проносящихся дорожных пейзажей. В основе увертюры — тема народной песни «Капитанская дочь, не ходи гулять в полночь» (Сборник Львова—Прача, № 61). Мелодия несколько изменена, она приобрела более плавные и строгие очертания. Формально увертюра содержит в себе все элементы сонатного аллегро, но при соблюдении внешней схемы принципы сонатной формы здесь существенно переосмыслены.
- Песня хором (Не у батюшки в зелёном саду…) — протяжная хоровая песня на мотив одноимённой русской народной песни (Сборник Львова—Прача, № 5). Интересна многоголосная фактура хора: мелодия не проводится в одном голосе полностью, от начала до конца, а постоянно перехватывается различными голосами, поочерёдно выдвигающимися на передний план.

- Хор (Высоко сокол летает…) — протяжная хоровая песня на мотив одноимённой русской народной песни. Во вступительной статье к «Собранию народных русских песен», куда она была включена (Сборник Львова—Прача, № 34), Н. А. Львов отмечает её как лучшую и самую древнюю по происхождению из имеющихся в этом сборнике протяжных песен. Этот номер является, по мнению, Ю. В. Келдыша, «одной из жемчужин русского хорового искусства XVIII века»[7]. Каждая строфа здесь начинается запевом, исполняемым двумя голосами, после чего вступает хор.
- Песня Тимофея (Ретиво сердце молодецкое…) — сольная лирическая песня на мелодию русской народной песни «Дорогая ты моя матушка» (Сборник Львова—Прача, № 29, идентична тональность g-moll). Львов относил её к числу песен позднего происхождения. В её напеве черты старой протяжной песни соединяются с интонациями, характерными для городской сентиментальной песни-романса. Вариант песни из «Собрания…» 1776 года Трутовского значительно отличается от львовского и стилистически более близок к строю народной мелодии. Это свидетельствует в пользу того, что опера послужила непосредственным источником для составителей сборника 1790 года.
- Дуэт Яньки и Тимофея (Между нами, ямщиками…) — диалог между двумя ямщиками, реплики которого построены на одинаковой попевке плясового характера; у одного она звучит в мажоре, у другого — в миноре. Использованная попевка встречается во многих песнях, известных в XVIII веке. В частности, её мажорная форма представлена в песне «Ах, во саду, во саду» (Сборник Львова—Прача, № 53), минорная — в песне «Во саду ли, в огороде» (Сборник Львова—Прача, № 83).
- Трио Вахруша, Яньки и Курьера (Кабы я была пташка…) — номер построен на короткой трихордовой попевке, типичной для многих календарно-обрядовых песен. В сборниках XVIII века такой тип песен не встречается, поэтому можно предположить, что мы имеем здесь дело с уникальной записью песни, оставшейся неизвестной в городском быту, или же эта мелодия была сочинена Фоминым на основании песен, слышанных им от деревенских исполнителей.
- Песня Яньки, Тимофея и хора (Купить ли те, Филюшка…) — насмешливая, издевательская песня, которую поют Тимофей и Янька, обращаясь к разоблачённому бобылю Фильке.
- Квартет с хором (Молодка, солдатка полковая…) — в основу положена популярная одноимённая песня, имевшаяся во всех сборниках XVIII века. В опере дан её особый вариант, не совпадающий ни с одним из известных по печатным изданиям. Выбор её продиктован сценической ситуацией: молодой жене ямщика Тимофея, которого обманным путём пытаются отдать в рекруты, грозит участь одинокой солдатки. Но исполняемая после того, как опасность миновала, песня приобретает весёлый и даже несколько шутливый характер.
- Трио с хором (Во поле берёза бушевала…) — плясовая песня на мотив русской народной песни «Во поле берёза стояла» (Сборник Львова—Прача, № 62). Оригинальный текст подвергся здесь довольно значительным изменениям: по-видимому, слова этого номера были сочинены Львовым самостоятельно с использованием отдельных поэтических образов и оборотов народной песни. Стремительный темп, бойкие «перехваты» мелодии разными исполнителями (Фадеевна, Тимофей, Янька) создают впечатление безудержного веселья и разгула. Это настроение достигает кульминации в последнем куплете, где к исполнителям присоединяется хор, а Янька пляшет, «пустясь вприсядку, свистя и щёлкая», как указано в либретто.
- Марш — оркестровый эпизод, имеющий «проходное» значение.
- Хор (Вы раздайтесь, расступитесь, добрые люди…) — ритмический рисунок темы заимствован из первой фразы одноимённой русской народной песни (Сборник Львова—Прача, № 88). Здесь Фомин использует приёмы инструментального варьирования народной темы, найденные им в хореографических сценах оперы-балета «Новгородский богатырь Боеславич».

## Значение
Опера «Ямщики на подставе» занимает одно из наиболее значительных мест в русском музыкально-театральном наследии XVIII века. Если в наиболее популярных русских операх XVIII века литературный текст был по меньшей мере равноправным с музыкой, а нередко и перевешивал её по значению, то «Ямщики на подставе» представляют интерес прежде всего благодаря свежему, оригинальному подходу их авторов к народной песне.
Советский педагог и музыковед А. С. Рабинович писал:

«Ямщики на подставе» — прямой вызов всем пасторальным тенденциям в трактовке народной песни. Партитура «Ямщиков» рекордно оригинальное явление. Ни на Западе, ни в России не найти к ней никакого прообраза. Русская песня запечатлена Фоминым отлично, во весь рост.
— 
Широко бытовавшие в XVIII веке народные игрища, в которых элементы театрального представления соединялись с обрядом, шуточной импровизацией, пением и пляской, оказали большое влияние на молодую русскую оперу. К произведениям, в которых показ народных обычаев, игр и песен становился главной задачей, и отдельные эпизоды скреплялись весьма шаткой драматургической фабулой, относится и опера Фомина «Вечеринки, или Гадай, гадай, девица». Главное же, что отличает «Ямщиков на подставе» от чисто развлекательных песенных опер-дивертисментов — это содержательный отбор песен и чуткое проникновение композитора в их самобытный музыкальный строй.
Оригинальность творческого мышления Фомина проявляется уже в увертюре, которая непосредственно переходит в начальный хор. В отличие от большинства оперных увертюр того времени, она служит не просто для того, чтобы сосредоточить внимание слушателей и зрителей, «настроить» их эмоционально, а органически связана с самим действием. В опере сопоставлены песни различного жанра и выразительного склада, причём в их чередовании можно заметить определённую последовательность (как в сборнике Львова—Прача): после двух хоровых протяжных песен дана сольная лирическая; затем следует группа сольных или диалогических песенных эпизодов преимущественного плясового склада, и заканчивается опера стремительной, удалой песней-пляской. Возникающая таким образом линия непрерывного динамического нарастания до известной степени компенсирует отсутствие напряжённо развивающейся драматургической фабулы.
Советский музыковед-историк, доктор искусствоведения, Заслуженный деятель искусств РСФСР, Ю. В. Келдыш писал:

Русская народная песня представлена здесь широко и разносторонне, в различных своих видах и разнородном колоритном освещении. В смысле глубины и тонкости проникновения в своеобразный строй народной песенности Фомин намного опередил своё время, предвосхитив многое из того, что было полностью осознано только в классическую пору русской музыки.— 
«Ямщики на подставе», с их вниманием к истокам национальной музыки, русской народной песне, оказали существенное влияние на формирование музыкального стиля М. И. Глинки. В XX веке эту художественную методологию развивали Д. Д. Шостакович в «Леди Макбет Мценского уезда» и И. Ф. Стравинский в «Мавре».